# Europäisches Kolleg von Parma
Die Stiftung Collegio Europeo di Parma ist eine Hochschule, die von der Universität Parma und anderen nationalen und städtischen Institutionen finanziert wird.

## Geschichte und Lehre
Das Kolleg wurde 1988 von verschiedenen lokalen Institutionen gegründet. Das Ziel war die Förderung der European Studies in Parma und in der Region Emilia-Romagna, und die Entwicklung eines Institutes, an dem man Europarecht, Europapolitik und Europäische Volkswirtschaftslehre studieren kann.
2003 wurde das Kolleg als Stiftung neu gegründet, ähnlich den Instituten des College of Europe in Brügge und Natolin in Polen. Gleichzeitig wurde das aktuelle Studienangebot eingeführt und von dem damaligen Präsidenten der Europäischen Kommission, Romano Prodi, während der Eröffnung ersten akademischen Jahres 2003–2004 vorgestellt. Die Ausbildung besteht aus einem interdisziplinären Studiengang zum Prozess der europäischen Integration. Als Abschluss erhalten die Studierenden ein Diplom in Advanced European Studies.
Der wissenschaftliche Ausschuss des Kollegiums besteht aus Cesare Azzali, Martin Bangemann, Andrea Boltho, Etienne Davignon, Jacques Delors, Franco Frattini, Erik Jones, Alfonso Mattera, Franco Mosconi, Ana Palacio und Romano Prodi.

## Promotionen
Seit 2003, ähnlich an der Tradition des Europakolleg in Brügge und Natolin, wird jedes Studienjahr „Promotion“ genannt. Diese Promotionen sind prominenten Persönlichkeiten, die zur Europäischen Integration beigetragen haben, gewidmet.
| Academic Year | Name of the Promotion | Speaker at the lectio inauguralis |
| ------------- | --------------------- | --------------------------------- |
| 2003/2004     | Alcide De Gasperi     | Romano Prodi                      |
| 2004/2005     | Paul-Henri Spaak      | Étienne Davignon                  |
| 2005/2006     | Giovanni Paolo II     | Franco Frattini                   |
| 2006/2007     | Konrad Adenauer       | Mario Monti                       |
| 2007/2008     | Robert Schuman        | José Manuel Barroso               |
| 2008/2009     | Jean Monnet           | Giorgio Napolitano                |
| 2009/2010     | Altiero Spinelli      | Pascal Lamy                       |
| 2010/2011     | François Mitterrand   | Herman Van Rompuy                 |
| 2011/2012     | Willy Brandt          | Jerzy Buzek                       |
| 2012/2013     | Luigi Einaudi         | Vassilios Skouris                 |
| 2014/2015     | Jacques Le Goff       | Erasmus                           |
| 2015/2016     | Pericles              | Dimitris Avramopoulos             |